# Argemir de Magalona
Argemir fou bisbe de Magalona, esmentat per primer cop el març del 819 però que ja era bisbe almenys abans d'aquesta data, el 818.
Se l'esmenta en un diploma imperial del 15 de març del 819 quan l'emperador Lluís el Pietós, que segurament com a rei d'Aquitània (que va ser entre 781 i 814) havia cedit el lloc de Vilanova al comte Robert de Magalona, lloc que havia estat anteriorment domini de la catedral de Sant Pere de Magalona, retornava aquest benefici al bisbat que llavors exercia Argimir. Per una altra carta Lluís va agafar l'església de Magalona sota la seva protecció especial. Havia estat escollit entre 817 i 818 succeint a Ricuí. Un relat incert diu que el 818 Bernat, futur Bernat de Septimània volia nomenar pel càrrec a Fulbod, un home ric i ambiciós, però el clergat i el poble es decantava per Frèdol, un home de naixement noble; Lluís el Pietós per posar fi la disputa entre els dos pretendents va designar a Argimir, que estava a la seva cort i al que va enviar a prendre possessió del bisbat sent reconegut pel clergat i el poble, si bé Bernat es va posar a la seva instal·lació i que en revenja hauria assolat les terres de l'església de Magalona.
Per la vida de Sant Benet d'Aniana se sap que al morir aquest l'11 de febrer del 821, Argemir ja havia mort i era bisbe el seu successor Estabilis.